# Direction départementale de l'Agriculture et de la Forêt

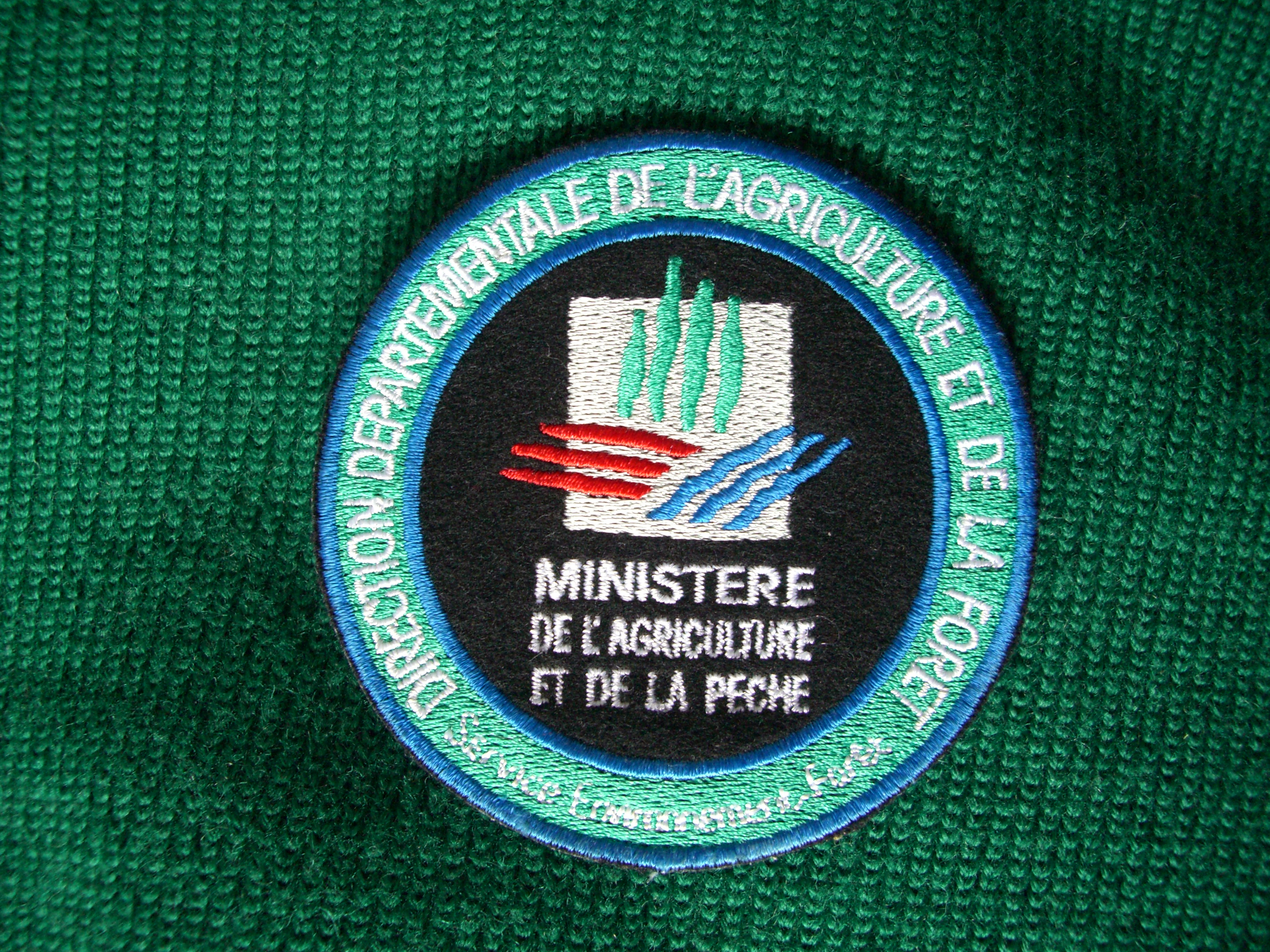
Écusson d'épaule des tenues uniformes des fonctionnaires du service forestier de l'État (Service Environnement - Forêt) en 2006.

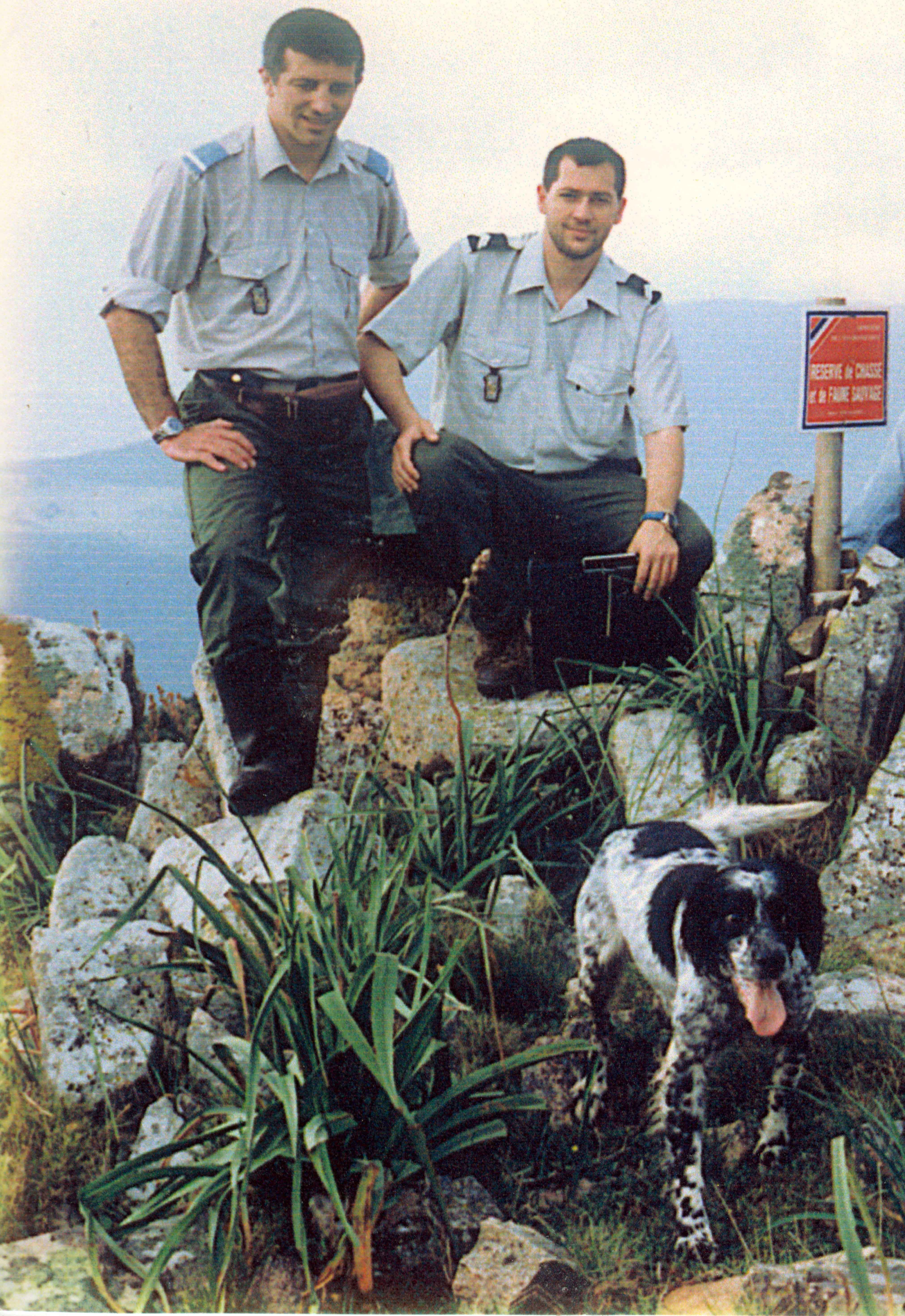
Ingénieur et agent des Eaux et Forêts (DDAF de Corse-du-Sud) en comptage des perdrix en réserve de chasse d'Appietto en 2000.

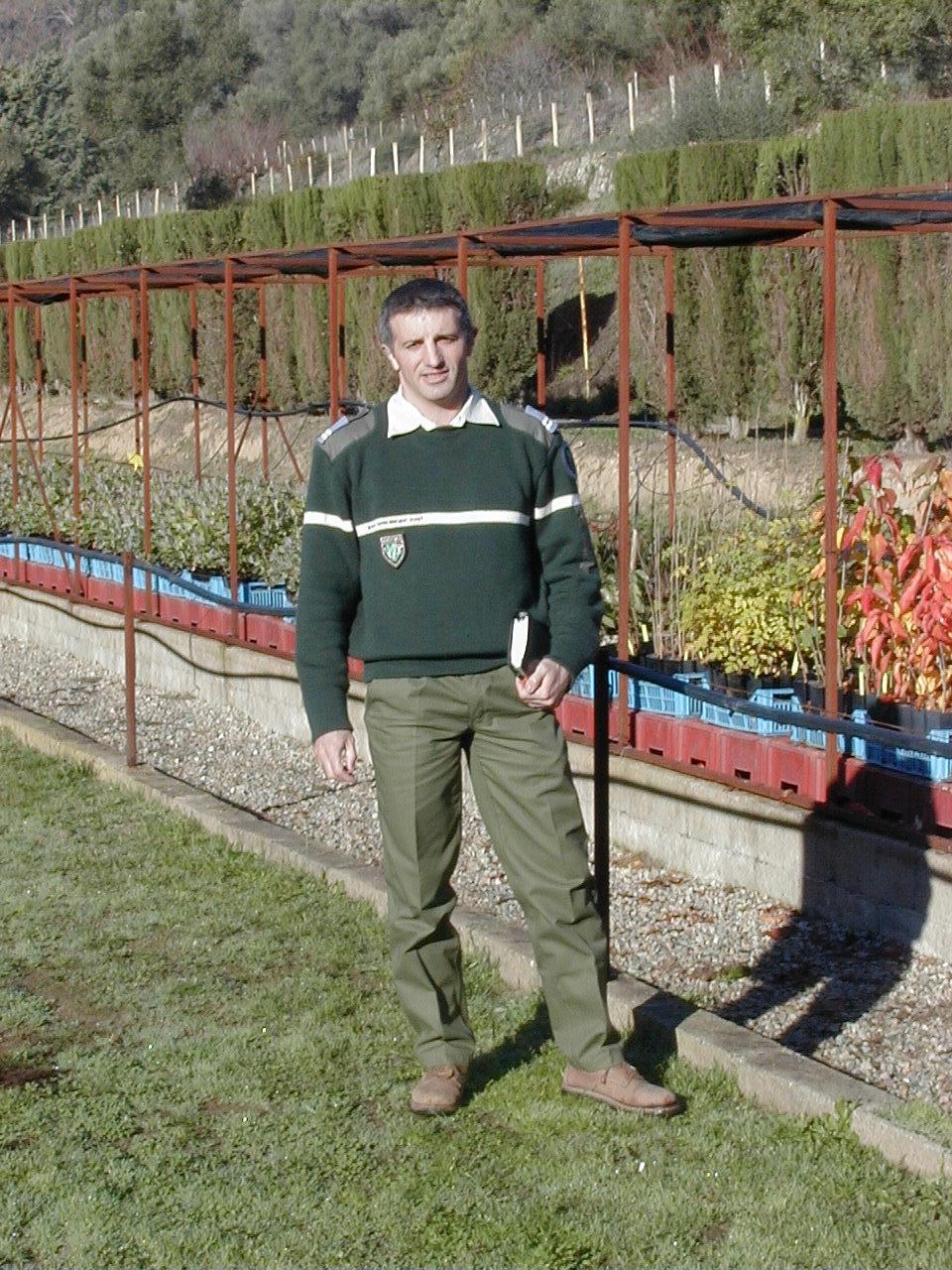
Ingénieur des Travaux des Eaux et Forêts (DDAF de Corse-du-Sud), responsable de la pépinière forestière administrative de Castellucciu, 2001.

La direction départementale de l’Agriculture et de la Forêt (DDAF) était un service déconcentré de l'État français, placé sous l'autorité du préfet de département. Il exerçait, au service des territoires ruraux, des missions relevant d'abord du ministère de l'Agriculture et de la Pêche mais aussi du ministère de l'Écologie, de l'Énergie, du Développement durable et de l'Aménagement du territoire.
Service public de proximité, la DDAF adoptait et mettait en œuvre, au niveau départemental, les politiques publiques relatives aux productions agricoles et forestières, à la protection et à la gestion de l'eau et de l'environnement, à l'aménagement et au développement de l'espace rural. Elle effectuait également des missions d'ingénierie publique à la demande des communes et de leur groupement.
Les directions départementales de l'agriculture et de la forêt ont été créés en 1984 par le décret no 84-1193 du 28 décembre 1984. 
Entre 2007 et 2010, des réformes successives ont conduit à fusionner les DDAF et DDE qui deviennent les directions départementales des territoires (DDT).

## Missions
Les principales missions des DDAF étaient les suivantes :
- l'économie agricole et agroalimentaire départementale avec notamment le soutien aux exploitations agricoles et aux industries agroalimentaires ;
- l'aménagement rural et le développement local avec notamment l'appui aux collectivités ;
- la forêt et le bois, la défense de la forêt contre les incendies ;
- l'eau et l'environnement avec notamment la gestion et la police des eaux, la protection de la nature, l'organisation et l'exercice de la chasse et de la pêche ;
- la politique sociale agricole ;
- les statistiques agricoles.

## Fusion avec les directions départementales de l'équipement
Dans le cadre de la révision générale des politiques publiques, la fusion progressive des directions départementales de l'Agriculture et de la Forêt avec les directions départementales de l'Équipement (DDE) a été décidée. Ces deux services forment alors dans un premier temps la direction départementale de l'Équipement et de l'Agriculture (DDEA).
L'opération a d'abord été réalisée dans huit départements test au 1er janvier 2007 (Ariège, Aube, Cher, Loir-et-Cher, Lot, Yvelines, Territoire de Belfort et Val-d'Oise).
Au 1er janvier 2009, la moitié des DDE non encore DDEA ont fusionné avec la DDAF locale.
Au 1er janvier 2010, les DDAF et DDE, dans les départements non encore fusionnés, et les DDEA dans les départements ayant fusionné, ont fusionné avec le service environnement des préfectures pour former la DDT : Direction départementale des territoires.